# Infanterie-Division Hannover
Die Infanterie-Division Hannover wurde Anfang März 1945 als sogenannte Schatten-Division aufgestellt.
Die Aufstellung erfolgte im Zuge der 34. Aufstellungswelle im Wehrkreis II (Stettin). Ende März wurden die Regimenter der 712. Infanterie-Division und der ehemaligen Division z.b.V. 606, wie die anderen Einheiten der Division, zugeteilt.
Es war eigentlich vorgesehen die Einheiten auf die 547. Volksgrenadier-Division als Truppenersatz zu verteilen. Dies wurde aber zu Mitte April aufgehoben und andere Einheiten zur Auffrischung, u. a. der neu aufgestellten 712. Infanterie-Division, verwendet.
Die Gliederung der sogenannten Division war:
- Grenadier-Regiment Hannover 1 (aus dem Wehrkreis XI (Hannover)), später Regiment A
- Grenadier-Regiment Hannover 2 (aus dem Wehrkreis IX), später Regiment B und Grenadier-Regiment 764 (741. Infanterie-Division)
- Artillerie-Abteilung Hannover, später III./Artillerie-Regiment 606